# Ascot Park (Nouvelle-Zélande)
Ascot Park est une banlieue de la cité de Porirua, située dans l’île du Nord de la Nouvelle-Zélande.

## Situation
Elle est localisée approximativement à 22 km au nord de la cité de Wellington, qui est la capitale de la Nouvelle-Zélande.